# Gedion Jeremiassen
Gedion Vilhelm Kleist Jeremiassen (født 9. december 1961) er en grønlandsk jurist og fra 2023 Inatsisartuts omsbudsmand.
Gedion Jeremiassen er søn af en politimand, der blev skudt i tjenesten og efterfølgende forlod sit job. Han er uddannet jurist fra Københavns Universitet i 1991. Han har arbejdet i den grønlandske repræsentation i Danmark og ved EU samt i det danske udenrigsministerium og det grønlandske ministerium for fiskeri, fangst og landbrug. Han fik advokatbestalling i 2008 og har siden arbejdet som selvstændig forsvarsadvokat i Grønland. 1. august 2023 efterfulgte han Vera Leth som ombudsmand for Grønlands parlament, Inatsisartut. Han er gift med psykolog Naja Lyberth, der er kendt som en central figur i afsløringen af spiralsagen i Grønland.